# Ewald Wegner
Ewald Wegner (* 31. März 1954 in Bad Brückenau; † 30. August 2010) war ein deutscher Kunsthistoriker und Denkmalpfleger.
Wegner wuchs in Bad Brückenau auf und schloss das dortige Gymnasium ab. Von 1976 an studierte er neben einigen Semestern Rechtswissenschaft Kunstgeschichte, Klassische Philologie und Geschichte an der Universität Würzburg. Dort wurde er 1983 mit einer Arbeit zu Leben und Werk des historistischen Architekten Johann Gottfried Gutensohn (1792–1851) promoviert. Gutensohn hatte in Bad Brückenau unter anderem das Kurhaus und mehrere Privathäuser geplant (siehe Liste der Baudenkmäler in Bad Brückenau), was Wegner teils erstmals nachwies. In seiner 1981 erschienenen Schrift über „Friedrich von Gärtner und das Bad Kissingen“ machte Wegner den stadtgeschichtlich wichtigen Befund öffentlich, dass der später bedeutende Architekt Friedrich von Gärtner 1834 ein neues Kurtheater in Bad Kissingen plante.
Er arbeitete anschließend im Landesamt für Denkmalpflege Rheinland-Pfalz in Mainz. Dort bearbeitete er mehrere Bände der Denkmaltopographie Bundesrepublik Deutschland zur Stadt Mainz und zum Landkreis Trier-Saarburg. Zudem schrieb er wissenschaftliche Bücher und Aufsätze über heimatkundliche und denkmalpflegerische Themen seiner Heimatstadt und in Rheinland-Pfalz bis hin zu Hunsrück und Eifel.
Wegner starb 2010 an einem Krebsleiden.

## Veröffentlichungen
- Friedrich von Gärtner und das Bad Kissingen (= Mainfränkische Studien. Bd. 25). Freunde Mainfränkischer Kunst und Geschichte, Würzburg 1981.
- Forschung zu Leben und Werk des Architekten Johann Gottfried Gutensohn (1792–1851) (= Europäische Hochschulschriften. Bd. 28). Lang, Frankfurt am Main 1984, ISBN 3-8204-8001-3 (zugleich Dissertation, Universität Würzburg, 1983).
- Bearbeiter der Denkmaltopographie Bundesrepublik Deutschland. Kulturdenkmäler in Rheinland-Pfalz. Hrsg. im Auftrag des Kultusministeriums vom Landesamt für Denkmalpflege.
  - mit Angela Schumacher: Bd. 2.1: Stadt Mainz. Stadterweiterungen des 19. und frühen 20. Jahrhunderts. Schwenn, Düsseldorf 1986 (2. Auflage 1997), ISBN 3-88462-138-6.
  - Bd. 2.2: Stadt Mainz. Altstadt. Schwenn, Düsseldorf 1988 (2. Auflage 1990), ISBN 3-491-31036-9.
  - Bd. 12.1: Kreis Trier-Saarburg. Verbandsgemeinden Hermeskeil, Kell, Konz, Saarburg. Werner, Worms 1994, ISBN 3-88462-100-9.
  - Bd. 12.2: Kreis Trier-Saarburg. Verbandsgemeinden Ruwer, Schweich, Trier-Land. Werner, Worms 1994, ISBN 3-88462-110-6.
- mit Helmut Wehner: Bad Brückenau im Wandel der Jahrhunderte. Ein Städtebild aus mehr als 7 Jahrhunderten. Hrsg. von der Stadt Bad Brückenau. 2., überarbeitete Auflage. Bad Brückenau 1994.

Aufsätze
- Leo von Klenzes Badehaus im Staatsbad Brückenau. In: Mainfränkisches Jahrbuch für Geschichte und Kunst. Bd. 31, 1979, S. 143–151.
- Staatsbad Bocklet und Bad Ems. In: Rolf Bothe, Thomas Föhl (Hrsg.): Kurstädte in Deutschland. Zur Geschichte einer Baugattung. Frölich und Kaufmann, Berlin 1984, ISBN 3-88725-002-8, S. 257–264 und S. 313–336.
- Das romanische Stiftshaus in Karden. In: Deutsche Kunst und Denkmalpflege. Bd. 59, 2001, S. 33–42.
- Die Katharinenkirche in Oppenheim und ihre Raumfarbigkeit. In: Mainzer Zeitschrift. ISSN 0342-1805, Bd. 100, 2005, S. 87–112.